# Глядково (Московская область)
Глядково — деревня в Можайском районе Московской области в составе Порецкого сельского поселения. Численность постоянного населения по Всероссийской переписи 2010 года — 74 человека. До 2006 года Глядково входило в состав Порецкого сельского округа.
Деревня расположена на северо-западе района, примерно в 37 км от Можайска, на левом берегу Москвы-реки, высота центра над уровнем моря 215 м. Ближайшие населённые пункты — Поречье на севере, Межутино на юго-востоке, Грибово на востоке, Рассолово на юге. Через деревню проходит региональная автодорога 46К-1123 (бывшая Р 90) Тверь — Уваровка.